# ロートン (ミシガン州)
ロートン（英: Lawton）は、アメリカ合衆国のミシガン州ヴァンビューレン郡南東部にある村。人口は1,900人（2010年国勢調査）である。

## 歴史
村名は、初期に入植したナサニエル・ロートンにちなみ命名された。

## 地理
アメリカ合衆国国勢調査局によると、ロートン村の総面積は6.11平方キロメートルで、そのうち陸地は6.01平方キロメートル、水域は0.10平方キロメートルである。

## 人口統計
以下は2010年の国勢調査における人口統計データである。
基礎データ
- 人口: 1,900人
- 世帯数: 730世帯
- 家族数: 457家族
- 人口密度: 316.2人/km2
- 住居数: 788軒
- 住居密度: 131.2軒/km2

人種構成
- 白人: 91.0%
- アフリカ系: 0.7%
- ネイティブ・アメリカン: 0.9%
- アジア系: 0.1%
- その他の人種: 5.6%
- 混血: 1.7%
- ヒスパニックまたはラテン系: 9.8%

世代構成
- 18歳未満: 25.4%
- 18-24歳: 7.6%
- 25-44歳: 24.5%
- 45-64歳: 23.1%
- 65歳以上: 19.2%
- 年齢の中央値: 38.9歳
- 男女別割合：男性45.1%、女性54.9%

世帯と家族（対世帯数）
- 18歳未満の子どもがいる: 35.2%
- 結婚・同居している夫婦: 40.8%
- 妻のいない男性が世帯主：5.3%
- 夫のいない女性が世帯主: 16.4%
- 非家族世帯：37.4%
- 単身世帯: 32.5%
- 65歳以上の高齢単身世帯: 18.6%
- 平均人数
  - 1世帯: 2.45人
  - 1家族: 3.07人

## ゆかりの人物
- ヘンリー・フォード（1825年 - 1894年） ミシガン州議会上院議員、ロートン村村長（実業家のヘンリー・フォードとは別人）[9][10]